# Karen Skovgaard-Petersen
Karen Skovgaard-Petersen (født 21. august 1962) er en dansk forsker og direktør.
Hun er ph.d. i latin fra Københavns Universitet i 1992 og dr.philos. fra Universitetet i Bergen i 1999.
I 2001 blev hun seniorforsker i bog- og lærdomshistorie af Det Kongelige Bibliotek, og i årene 2009-2014 var hun leder af den danske del af Holbergs Skrifter ved Det Danske Sprog- og Litteraturselskab.
Skovgaard-Petersen blev udnævnt til direktør for Det danske Sprog- og Litteraturselskab i 2015, hvor hun har arbejdet siden august samme år.
Hun modtog Holbergmedaljen i 2014.

## Værker
Af hendes værker kan nævnes:
- Erasmus Lætus' Margaretica. Klassisk epos og dansk propaganda (Studier fra Sprog og oldtidsforskning nr. 312), København 1988, 103 s.
- Erasmus Lætus' skrift om Christian IVs fødsel og dåb (1577), udgivelse og oversættelse med indledning og personregister (Det danske Sprog- og Litteraturselskab), København 1992, 405 s. (Med Peter Zeeberg)